# JRuby
JRuby é a implementação da linguagem Ruby para a Plataforma Java em desenvolvimento pela JRuby Team.

## Projetos open source
- «JtestR» (em inglês). Ferramenta baseada em JRuby para efetuar facilmente testes em código Java.
- «jetty-rails» (em inglês). Ferramenta para rodar aplicações Merb e Ruby on Rails no Java web container Jetty.
- «clustered-jruby» (em inglês). Ferramenta de configuração para clusterizar JRuby em Terracotta.
- SparrowAPI para implementar facilmente aplicações clientes de provedor JMS, tanto para enviar quanto para receber mensagens.